# ドリモグだァ!!
『ドリモグだァ!!』は、日本テレビ系列局で放送されていたテレビアニメである。ジャパコン・マートと萬年社の共同製作。全49話。日本テレビでは1986年10月15日から1987年10月8日まで放送。

## 概要
モグラのドリモグと妹のハナモグ、そして彼らの仲間による世界を股にかけた大冒険を描いている。作詞家で脚本家の川内康範が制作に深く関与しており、主題歌の作詞・作曲のみならず監修から脚本まで手掛けていた。
本作は2部構成になっており、9世紀頃のフランスからドイツにかけてを舞台にした第1部（第1話 - 第23話）では、フランク帝国のカール大帝などの歴史上の人物が登場する。それから300年後の中近東からシルクロードを舞台にした第2部（第24話 - 第49話）では、ドリモグたちが自身の生まれ故郷である日本を目指して旅をする。実は完結編として、第2部のラストから400年後となる戦国時代の日本を舞台にした第3部も用意されていたが、こちらは日の目を見ることがなかった。
当初は日本テレビ系全国ネット枠である水曜19:00～19:30枠で放送されていたが、10話まで（1986年放送分）でこの時間帯から撤退した。第11話以降（1987年放送分）の放送事情はネット局ごとに異なり、日本テレビでは木曜17時30分枠にて放送されていた。
なお、次番組『がんばれ!キッカーズ』とは番組広報の下敷きで共演しており、「4　日本テレビ」の版権表示も明記されている。

## キャスト
- ドリモグ - 藤田淑子
- ハナモグ - 三浦雅子
- ロナルド - 堀内賢雄
- カール - 滝口順平 - ドリモグに髭を切られる。
- ナレーション - 喜多川拓郎

## スタッフ
- 原作・監修 - 川内康範
- 企画 - 上田英司（萬年社）
- プロデューサー - 堀越徹（日本テレビ）、鈴木清道（ジャパコン・マート）
- 制作担当 - 神田豊、岩田圭司
- チーフディレクター - 葛岡博
- キャラクターデザイン - 白梅進
- 美術設定 - 山本順子（プロダクション・アイ）
- 色指定 - 宮下眞理
- 編集 - 鶴渕友彰
- 現像 - 東京現像所
- タイトル - 藤井敬康
- 音楽 - 乃木五郎
- 音響監督 - 田中英行
- 音響効果 - 庄司雅弘（フィズサウンド）
- 録音技術 - 佐藤千明
- 音響制作 - 音響映像システム
- 録音 - 映広スタジオ
- 制作デスク - 青木健
- 製作協力 - ライフワーク
- 製作著作 - ジャパコン・マート、萬年社

## 主題歌
オープニングテーマ - 「ドリモグ・ロード」
作詞 - 川内康範 / 作曲 - 乃木五郎 / 編曲 - 小野崎孝輔 / 歌 - タイガーファイブ（レーベル - ハミングバード（現・ワーナーミュージック・ジャパン））
映画『大脱走』のテーマ曲で、エルマー・バーンスタイン作曲の「大脱走マーチ」と極めて近い旋律となっている。
番組が全国ネットからローカルへ降格してからは、イントロのタイトル表示部にドリモグ役の藤田淑子による「ドリモグだァ!!」のタイトルコールが入るようになった。
エンディングテーマ - 「ドリモグだァ!!」
作詞・作曲 - 川内康範 / 編曲 - 桜庭伸幸 / 歌 - 藤田淑子（レーベル - ハミングバード（現・ワーナーミュージック・ジャパン））

## 各話リスト
| 話 | 放送日          | サブタイトル                  | 脚本              | 絵コンテ       | 演出       | 作画監督   |
| -- | --------------- | ----------------------------- | ----------------- | -------------- | ---------- | ---------- |
| 1  | 1986年 10月15日 | カール大帝のヒゲ              | 川内康範          | 葛岡博         | 松島明子   | 高倉佳彦   |
| 2  | 10月22日        | トネードの涙                  | 川内康範 松岡清治 | 前園文夫       | 前園文夫   | アベ正己   |
| 3  | 10月29日        | オオモグの祈り                | 川内康範 水出弘一 | 小鹿英吉       | 小鹿英吉   | アベ正己   |
| 4  | 11月5日         | 筑波のがんさん                | 川内康範 山田隆司 | 松島明子       | 松島明子   | アベ正己   |
| 5  | 11月12日        | 妖婆ババール                  | 川内康範 国京佳   | 林啓           | 前園文夫   | 木暮輝夫   |
| 6  | 11月19日        | 猛犬サンダー                  | 川内康範 松岡清治 | 小鹿英吉       | もとひら了 | 高倉佳彦   |
| 7  | 11月26日        | おしゃべり酒                  | 水出弘一          | 遠藤克己       | 石崎すすむ | アベ正己   |
| 8  | 12月3日         | あやうしドリモグ              | 山田隆司          | 前園文夫       | 前園文夫   | 杉山東夜美 |
| 9  | 12月10日        | 助っ人あらわる                | 松岡清治          | 松島明子       | 松島明子   | 尾鷲英俊   |
| 10 | 12月17日        | 秘密作戦始まる                | 水出弘一          | もとひら了     | もとひら了 | 高橋明信   |
| 11 | 1987年 1月15日  | またしても妹が!!              | 水出弘一          | 林啓           | 林啓       | 木暮輝夫   |
| 12 | 1月22日         | ドナウ川の決戦                | 国京佳            | 前園文夫       | 前園文夫   | 高倉佳彦   |
| 13 | 1月29日         | カールマン王死す              | 山田隆司          | 松島明子       | 松島明子   | アベ正己   |
| 14 | 2月5日          | もぐら狩り                    | 松岡清治          | もとひら了     | もとひら了 | 杉山東夜美 |
| 15 | 2月12日         | カール王の罠                  | 松岡清治          | 石崎すすむ     | 石崎すすむ | 尾鷲英俊   |
| 16 | 2月19日         | ハナモグフラメンコに敗れる    | 深見弘            | 前園文夫       | 前園文夫   | 高橋明信   |
| 17 | 2月26日         | コンドルキック発見さる        | 深見弘            | 松島明子       | 松島明子   | 高倉佳彦   |
| 18 | 3月5日          | 怪力ガンダレス                | 水出弘一          | 山崎和男       | 福留政彦   | アベ正己   |
| 19 | 3月12日         | マウンテンコンドルの戦い      | 水出弘一          | 前園文夫       | 前園文夫   | 尾鷲英俊   |
| 20 | 3月19日         | カール軍の進撃                | 深見弘            | 石崎すすむ     | 石崎すすむ | 杉山東夜美 |
| 21 | 3月26日         | トネードの戦死                | 深見弘            | 勇貴翔         | 勇貴翔     | 高橋明信   |
| 22 | 4月2日          | 女神のいましめ                | 山田隆司          | 石崎すすむ     | 福留政彦   | 高倉佳彦   |
| 23 | 4月9日          | カール王死す                  | 山田隆司          | 前園文夫       | 前園文夫   | 尾鷲英俊   |
| 24 | 4月16日         | 300年がぶっ飛んだ             | 川内康範          | やまざきかずお | 福留政彦   | アベ正己   |
| 25 | 4月23日         | ザクロスの鬼                  | 山田隆司          | 高須賀勝己     | 横山広行   | 杉山東夜美 |
| 26 | 4月30日         | コババールあらわる!           | 山田隆司          | 前園文夫       | 前園文夫   | 中島豊秋   |
| 27 | 5月7日          | 銀色のシカ                    | 丸尾みほ          | 松島明子       | 福留政彦   | 高橋明信   |
| 28 | 5月14日         | ガラス玉の秘密                | 松岡清治          | 北里陽         | 金子隆悠季 | 林啓       |
| 29 | 5月21日         | 歩きだした木馬                | 松岡清治          | 横山広行       | 横山広行   | アベ正己   |
| 30 | 5月28日         | ドリモグの失恋                | 山田隆司          | やまざきかずお | 福留政彦   | 杉山東夜美 |
| 31 | 6月4日          | サツマイモ大明神              | 松岡清治          | 前園文夫       | 前園文夫   | 尾鷲英俊   |
| 32 | 6月11日         | 人魚と海賊船                  | 松岡清治          | 金子隆悠季     | 金子隆悠季 | アベ正己   |
| 33 | 6月18日         | 石にされたキャラバン          | 深見弘            | 横山広行       | 横山広行   | 高橋明信   |
| 34 | 6月25日         | 蝶たちよ自由の天地へ飛べ      | 松岡清治          | 松島明子       | 福留政彦   | 高橋昇     |
| 35 | 7月2日          | 三つ頭の怪物                  | 丸尾みほ          | 松島明子       | 佐々木裕之 | 杉山東夜美 |
| 36 | 7月9日          | いたちの涙                    | 深見弘            | やまざきかずお | 金子隆悠季 | 尾鷲英俊   |
| 37 | 7月16日         | 王様とオンドリ                | 丸尾みほ          | 前園文夫       | 前園文夫   | アベ正己   |
| 38 | 7月23日         | いたずらコロポックル          | 深見弘            | 横山広行       | 横山広行   | 高橋明信   |
| 39 | 7月30日         | ドリハナ夢旅行                | 丸尾みほ          | 松島明子       | 福留政彦   | 高橋昇     |
| 40 | 8月6日          | 象といのち花                  | 山田隆司          | やまざきかずお | 佐々木裕之 | 杉山東夜美 |
| 41 | 8月13日         | 風船旅行で大冒険              | 松岡清治          | 金子隆悠季     | 金子隆悠季 | 尾鷲英俊   |
| 42 | 8月20日         | 魔宮からの脱出                | 山田隆司          | 林啓           | 福留政彦   | 清山滋崇   |
| 43 | 8月27日         | ドリハナトンネル              | 松岡清治 葛岡博   | 前園文夫       | 前園文夫   | 杉山東夜美 |
| 44 | 9月3日          | 一匹モグラ メナム             | 丸尾みほ          | 松島明子       | 佐々木裕之 | 高橋昇     |
| 45 | 9月10日         | 黄金仏の伝説                  | 深見弘            | 横山広行       | 横山広行   | 杉山東夜美 |
| 46 | 9月17日         | ユーレイ屋敷でケーキはいかが? | 丸尾みほ          | 北里陽         | 福留政彦   | 清山滋崇   |
| 47 | 9月24日         | 大きくなったハナモグ          | 山田隆司          | 松島明子       | 金子隆悠季 | 尾鷲英俊   |
| 48 | 10月1日         | ハナモグの願い事              | 丸尾みほ          | 佐々木裕之     | 佐々木裕之 | 高橋昇     |
| 49 | 10月8日         | もうすぐ日本だァ!!            | 山田隆司          | 松島明子       | 福留政彦   | 高橋明信   |

## 放送局
- 日本テレビ（製作局）：水曜 19:00 - 19:30[3]（第10話まで）→ 木曜 17:30 - 18:00（第11話から）
- 札幌テレビ：水曜 19:00 - 19:30[3]
- 山形放送
- ミヤギテレビ：水曜 19:00 - 19:30（第10話まで）→ 月曜 17:00 - 17:30（第11話から）[4]
- 福島中央テレビ：水曜 19:00 - 19:30（第10話まで）→ 木曜 17:00 - 17:30（第11話から）[5]
- テレビ新潟：水曜 19:00 - 19:30[3]
- 山梨放送：水曜 19:00 - 19:30[3]
- 静岡第一テレビ
- 中京テレビ：水曜 19:00 - 19:30[3]
- よみうりテレビ：水曜 19:00 - 19:30[3]
- 日本海テレビ：水曜 19:00 - 19:30[3]
- 広島テレビ
- 西日本放送：水曜 19:00 - 19:30[3]
- 福岡放送：水曜 19:00 - 19:30[3]
- くまもと県民テレビ：水曜 19:00 - 19:30[3]
- 鹿児島テレビ

一方、以下のクロスネット局を含むNNS系各局では1986年12月末から1987年3月末にかけて放送が打ち切られたが、休止期間を経て放送を再開する局もあった。
- 青森放送
- 秋田放送
- 北日本放送：水曜 19:00 - 19:30[3]
- 福井放送：水曜 19:00 - 19:30[3]
- 山口放送
- 四国放送：水曜 19:00 - 19:30[3]
- 南海放送
- 高知放送：水曜 19:00 - 19:30[3] - のちの再放送時に第2部も放送した。

## 関連書籍
講談社のテレビ絵本 ドリモグだァ!! 1 ぼくはドリモグ
1987年1月発行、1986年12月1日発売 / 絵 - ライフワーク / 構成 - 大井正子 / 出版社 - 講談社 / ISBN 4-06-104295-5
テレビ名作えほん ドリモグだァ!!大図鑑
1987年2月発行 / 出版社 - 講談社 / ISBN 4-06-175785-7
ノンノベル・メルヘン・ブック ドリモグだァ!! 1 ヨーロッパ大作戦の巻
1987年3月発行 / 作 - 川内康範 / 画 - 葛岡博 / 出版社 - 祥伝社 / ISBN 4-396-64001-3
ノンノベル・メルヘン・ブック ドリモグだァ!! 2 アジア大ぼうけんの巻
1988年7月発行 / 作 - 川内康範 / 画 - 葛岡博 / 出版社 - 祥伝社 / ISBN 4-396-64002-1
ひかりのくにテレビえほん ドリモグだァ!! 1 めいろをすすめ!!
1987年4月発行 / 出版社 - ひかりのくに / ISBN 4-564-05309-4